# Longview (Alberta)
Longview è un villaggio del Canada, situato nella provincia dell'Alberta, nella divisione No. 6.